# 2-Nitrotoluen
2-Nitrotoluen eller orto-nitrotoluen är en nitrerad, aromatisk förening med formeln C6H4(CH3)NO2.

## Framställning
Nitrotoluen tillverkas genom att toluen nitreras av salpetersyra (HNO3) med svavelsyra (H2SO4) som katalysator. Även de andra isomererna 3-nitrotoluen (MNT) och 4-nitrotoluen (PNT) bildas i processen.

## Användning
Nitrotoluen används främst för att tillverka andra kemiska ämnen som indol och trotyl. Det används i mindre skala som färgämne och för att identitetsmärka sprängmedel.